# Södra Linasen
Södra Linasen är en sjö i Ovanåkers kommun i Hälsingland och ingår i Ljusnans huvudavrinningsområde. Sjön är 12 meter djup, har en yta på 0,361 kvadratkilometer och befinner sig 320 meter över havet.

## Delavrinningsområde
Södra Linasen ingår i det delavrinningsområde (682289-148469) som SMHI kallar för Inloppet i Mackskalatjärnen. Medelhöjden är 323 meter över havet och ytan är 7,99 kvadratkilometer. Det finns inga avrinningsområden uppströms utan avrinningsområdet är högsta punkten. Mackskalabäcken som avvattnar avrinningsområdet har biflödesordning 4, vilket innebär att vattnet flödar genom totalt 4 vattendrag innan det når havet efter 150 kilometer. Avrinningsområdet består mestadels av skog (89 procent). Avrinningsområdet har 0,36 kvadratkilometer vattenytor vilket ger det en sjöprocent på 4,5 procent.